# Gänglesee
Gänglesee – sztuczny zbiornik w Liechtensteinie w gminie Triesenberg w sąsiedztwie Steg, pełniący rolę stawu sedymentacyjnego (zbierającego osady denne) dla większego Stausee Steg. Położony jest na wysokości 1300 m n.p.m. (4 metry wyżej niż Stausee Steg). Zbiornik powstał w latach 1947-1948 na rzece Saminie.